# Parabbit
Parabbit est la mascotte des Jeux paralympiques d'hiver de 1998 organisés à Nagano, au Japon.

## Description

Symbole paralympique de 1994 à 2004.

Parabbit est un lapin blanc avec une oreille rouge et une oreille verte, et habillé de bleu. Ces trois couleurs sont celles du symbole paralympique depuis 1994. Il porte une paire de ski et un bâton, référence aux sports d'hiver.
La composition de la mascotte rappelle l'emblème de ces Jeux et vise donc a en assurer la promotion nationale et internationale. 
Une compétition est menée par le Comité d'organisation des Jeux auprès d'une dizaine de milliers d'étudiants afin de lui trouver un nom. Parabbit est choisi parmi 3 408 propositions. Il s'agit d'un mot-valise composé de Para reprenant la dénomination des Jeux paralympiques et de rabbit, lapin en anglais.

## Réception
En tant qu'ambassadrice des Jeux paralympiques de Nagano, la mascotte sera déclinée en produits dérivés, comme des peluches,. La mascotte est également déclinée en pin's émis par le Comité d'organisation, mais est également utilisée par les entreprises partenaires comme IBM pour leur communication.
Elle est par contre souvent associée avec Sukki, Nokki, Lekki et Tsukki, les mascotte des Jeux olympiques de Nagano 1998, et est en cela moquée par certains à cause de son nom et de sa forme.